# 錢登雲
錢登雲，字倬甫，贵州贵筑县（今贵阳市）人，清朝政治人物、進士出身。
同治十三年（1874年）甲戌科進士，二甲九十四名，授官吏部主事。光绪十六年（1890年）改授福建建寧縣知縣，二十二年（1896年）再任。官至雲南知府。